# Turdoides malcolmi
El turdoide gris (Turdoides malcolmi) es una especie de ave paseriforme de la familia Leiothrichidae nativa de la India.
Es un pájaro común localmente, que vive en matorrales, bosques abiertos y jardines. Se observan generalmente en pequeños grupos, y se distinguen fácilmente de otros turdoides de la región por su llamado nasal y las plumas exteriores de su larga cola blanquecinas. Es uno de los turdoides más grandes de la región.

## Descripción

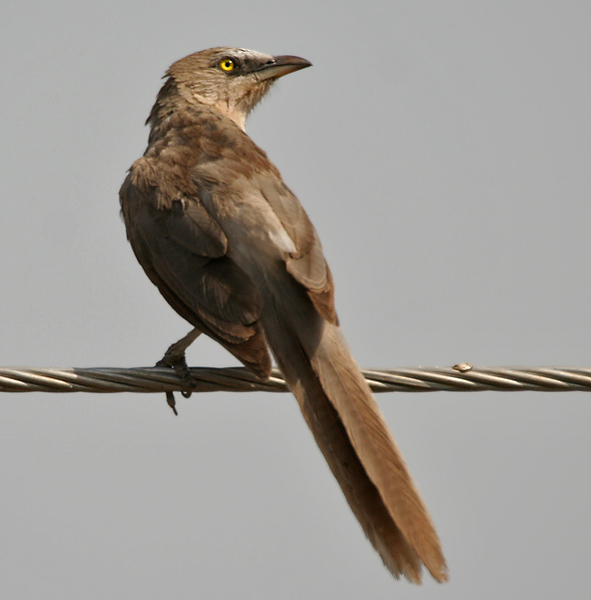
En Parli, Maharashtra (India).

Es un pájaro grande y cola larga con el plumaje pardo grisáceo, con las plumas exteriores de su larga cola de color blanquecino, fácilmente divisables, ya que suelen volar a baja altura. Sus bridas son oscuras y la frente es de color gris con rayas blancas en el eje de las plumas. La zona de la cloaca y las coberteras inferiores de la cola son de color gris pálido. El manto tiene manchas oscuras y sin rayas del eje. Las tres plumas externas de la cola son de color blanquecinas y el cuarto par tiene el vexilo exterior blanco. Las alas son de color pardo grisáceo oscuro. El iris es amarillo y la mandíbula superior es de color marrón oscuro, mientras que la mandíbula inferior es amarillenta. La cola es ligeramente cruz prohibido. Se han reportado especímenes anormales que muestran albinismo o leucismo.
La especie fue inicialmente descrita en la región del Decán. El nombre científico proviene del coronel W. H. Sykes en agradecimiento por el apoyo que recibió del mayor general sir John Malcolm.

## Distribución y hábitat
Puede encontrarse a través del subcontinente indio, el sur del Himalaya, desde el este del desierto de Thar hasta Bihar. La especie no se encuentra en Kerala y los reportes provenientes del área de Sind no han sido confirmedos. Se encuentra principalmente en bosques abiertos de matorrales secos y áreas cultivadas. No se encuentra en la zona seca oriental de Tamil Nadu, sin embargo un espécimen agotado se ha observado en Pondicherry.

## Comportamiento y ecología
La especie se encuentra en pequeñas bandas que se mantienen en contacto con llamados nasales fuertes. Los miembros de la bandada pueden unirse en defensa contra los depredadores. Los individuos pueden comenzar una turba por sus propios reflejos. Se observa sobre todo en las regiones con matorrales abiertos donde se alimentan en o cerca del suelo. Saltan y saltan sobre el terreno en busca de presas. Los individuos en un grupo pueden manifestar una conducta jovial. Se alimentan principalmente de insectos, pero también se alimentan de pequeños lagartos, moluscos y arácnidos. También se alimentan de semillas, granos y bayas. Se encuentran en los jardines de algunas ciudades como Pune y Ahmedabad. En otras ciudades, como Bangalore, solo se ven en las afueras de la zona urbana en expansión.
Son conocidos por reproducirse durante todo el año, pero sobre todo durante la temporada de lluvias de marzo a septiembre. La nidada usual es cuatro huevos. El nido es una copa poco profunda colocada en un arbusto de especies espinosas. Sus nidos son parasitados por el críalo blanquinegro (Clamator jacobinus) y el cuco chikra (Hierococcyx varius). Se ha sugerido que más de una hembra puede poner huevos en un solo nido y ayudar en la incubación, sin embargo, esto no ha sido confirmado.
Aunque es seguro con una amplia distribución, algunas poblaciones locales se ven amenazadas por la cacería. Un cestodo endoparásito, Vogea vestibularis, ha sido descubierto en esta especie.

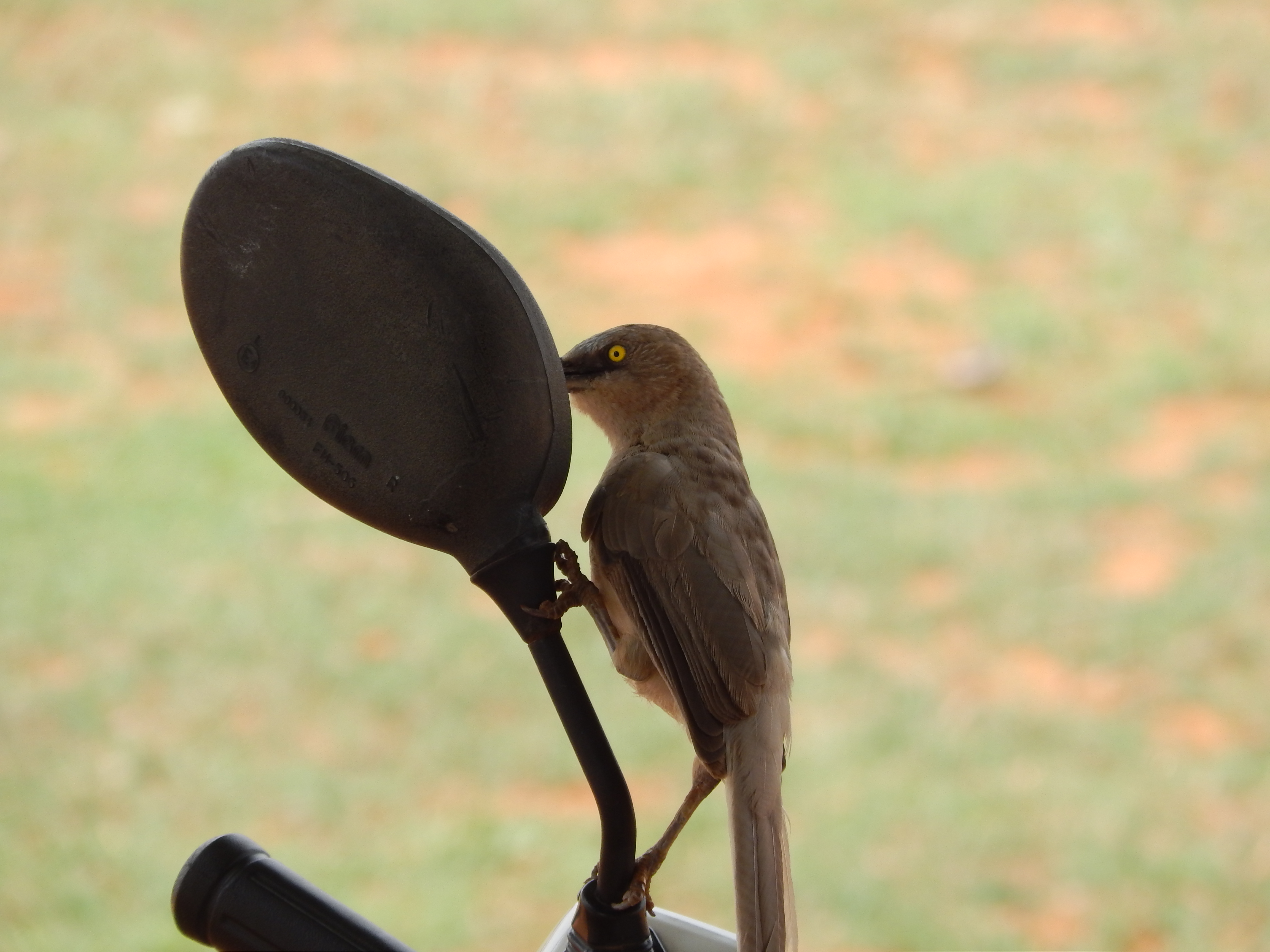
Un turdoide gris picotea su propio reflejo en un espejo de bicicleta en Koppal (Karnataka, India).
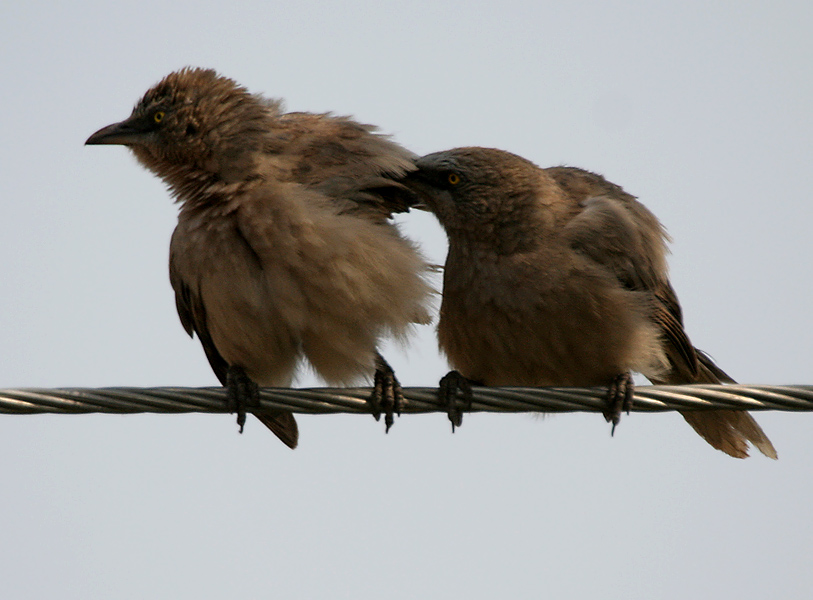
Acicalándose mutuamente en Parli (Maharashtra, India).
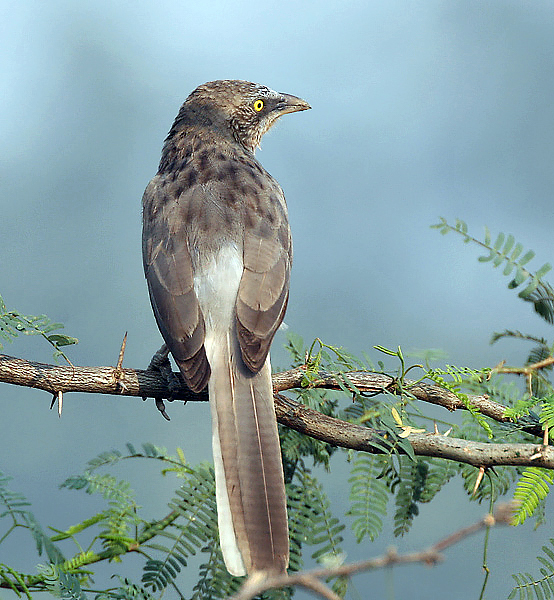
Un adulto muestra las características plumas exteriores pálidas de la cola, iris amarillo, cloava gris y manchas oscuras en el manto.